# Джузупбеков Узур Даніярович
Узур Даніярович Джузупбеков (нар. 12 квітня 1996, Бішкек) — киргизький борець греко-римського стилю, чемпіон, срібний та триразовий бронзовий призер чемпіонатів Азії, срібний та бронзовий призер Азійських ігор, дворазовий срібний призер Ігор ісламської солідарності, бронзовий призер Олімпійських ігор. Майстер спорту з греко-римської боротьби.

## Спортивні результати на міжнародних змаганнях

### Виступи на Олімпіадах
| Змагання                    | Збірна     | Вагова категорія                 | Місце  |
| --------------------------- | ---------- | -------------------------------- | ------ |
| Літні Олімпійські ігри 2020 | Киргизстан | греко-римська боротьба, до 97 кг | 10     |
| Літні Олімпійські ігри 2024 | Киргизстан | греко-римська боротьба, до 97 кг | Бронза |

### Виступи на Чемпіонатах світу
| Змагання                        | Збірна     | Вагова категорія                 | Місце |
| ------------------------------- | ---------- | -------------------------------- | ----- |
| Чемпіонат світу з боротьби 2017 | Киргизстан | греко-римська боротьба, до 98 кг | 19    |
| Чемпіонат світу з боротьби 2019 | Киргизстан | греко-римська боротьба, до 97 кг | 26    |

### Виступи на Чемпіонатах Азії
| Змагання                       | Збірна     | Вагова категорія                 | Місце  |
| ------------------------------ | ---------- | -------------------------------- | ------ |
| Чемпіонат Азії з боротьби 2016 | Киргизстан | греко-римська боротьба, до 98 кг | Бронза |
| Чемпіонат Азії з боротьби 2018 | Киргизстан | греко-римська боротьба, до 97 кг | Бронза |
| Чемпіонат Азії з боротьби 2019 | Киргизстан | греко-римська боротьба, до 97 кг | Золото |
| Чемпіонат Азії з боротьби 2022 | Киргизстан | греко-римська боротьба, до 97 кг | Бронза |
| Чемпіонат Азії з боротьби 2023 | Киргизстан | греко-римська боротьба, до 97 кг | Срібло |

### Виступи на Азійських іграх
| Змагання                        | Збірна     | Вагова категорія                 | Місце  |
| ------------------------------- | ---------- | -------------------------------- | ------ |
| Азійські ігри в приміщенні 2017 | Киргизстан | греко-римська боротьба, до 98 кг | Срібло |
| Азійські ігри 2018              | Киргизстан | греко-римська боротьба, до 97 кг | Бронза |
| Азійські ігри 2022              | Киргизстан | греко-римська боротьба, до 97 кг | 8      |

### Виступи на Іграх ісламської солідарності
| Змагання                          | Збірна     | Вагова категорія                 | Місце  |
| --------------------------------- | ---------- | -------------------------------- | ------ |
| Ігри ісламської солідарності 2017 | Киргизстан | греко-римська боротьба, до 98 кг | Срібло |
| Ігри ісламської солідарності 2022 | Киргизстан | греко-римська боротьба, до 97 кг | Срібло |

### Виступи на Кубках світу
| Змагання                    | Збірна     | Вагова категорія                 | Місце |
| --------------------------- | ---------- | -------------------------------- | ----- |
| Кубок світу з боротьби 2020 | Киргизстан | греко-римська боротьба, до 97 кг | 5     |
| Кубок світу з боротьби 2022 | Киргизстан | команда                          | 5     |

### Виступи на Чемпіонатах світу серед студентів
| Змагання                                        | Збірна     | Вагова категорія                 | Місце |
| ----------------------------------------------- | ---------- | -------------------------------- | ----- |
| Чемпіонат світу з боротьби серед студентів 2016 | Киргизстан | греко-римська боротьба, до 98 кг | 8     |

### Виступи на інших змаганнях
| Змагання                                                         | Збірна     | Вагова категорія                 | Місце  |
| ---------------------------------------------------------------- | ---------- | -------------------------------- | ------ |
| Клубний чемпіонат світу з боротьби 2015                          | Киргизстан | команда                          | 9      |
| Олімпійський кваліфікаційний турнір з боротьби 2016 (Астана)     | Киргизстан | греко-римська боротьба, до 98 кг | 6      |
| Олімпійський кваліфікаційний турнір з боротьби 2016 (Улан-Батор) | Киргизстан | греко-римська боротьба, до 98 кг | 11     |
| Меморіал Болата Турлиханова 2016                                 | Киргизстан | греко-римська боротьба, до 98 кг | 14     |
| Клубний чемпіонат світу з боротьби 2016                          | Киргизстан | команда                          | 12     |
| Турнір Дана Колова — Николи Петрова 2017                         | Киргизстан | греко-римська боротьба, до 98 кг | Срібло |
| Кубок Владислава Пітласинські 2017                               | Киргизстан | греко-римська боротьба, до 98 кг | 14     |
| Гран-прі Угорщини з боротьби 2018                                | Киргизстан | греко-римська боротьба, до 97 кг | 8      |
| Турнір Вехбі Емре і Гаміта Каплана 2018                          | Киргизстан | греко-римська боротьба, до 97 кг | 10     |
| Турнір Дана Колова — Николи Петрова 2019                         | Киргизстан | греко-римська боротьба, до 97 кг | Бронза |
| Турнір Г. Картозія і В. Балавадзе 2019                           | Киргизстан | греко-римська боротьба, до 97 кг | 5      |
| Київський Міжнародний турнір з боротьби 2021                     | Киргизстан | греко-римська боротьба, до 97 кг | Золото |
| Олімпійський кваліфікаційний турнір з боротьби 2020 (Алмати)     | Киргизстан | греко-римська боротьба, до 97 кг | Срібло |
| Турнір Вехбі Емре і Гаміта Каплана 2021                          | Киргизстан | греко-римська боротьба, до 97 кг | Бронза |
| Турнір Дана Колова — Николи Петрова 2022                         | Киргизстан | греко-римська боротьба, до 97 кг | Бронза |
| Кубок Владислава Пітласинські 2022                               | Киргизстан | греко-римська боротьба, до 97 кг | 9      |
| Турнір Дана Колова — Николи Петрова 2023                         | Киргизстан | греко-римська боротьба, до 97 кг | 8      |
| Турнір К. У. Кожомкула і Р. Санатбаєва 2023                      | Киргизстан | греко-римська боротьба, до 97 кг | 11     |
| Міжнародний турнір Любомира Івановича-Гедзи 2023                 | Киргизстан | греко-римська боротьба, до 97 кг | Бронза |
| Турнір Яшара Догу, Вехбі Емре і Гаміта Каплана 2024              | Киргизстан | греко-римська боротьба, до 97 кг | Бронза |
| Олімпійський кваліфікаційний турнір з боротьби 2024 (Бішкек)     | Киргизстан | греко-римська боротьба, до 97 кг | Бронза |
| Олімпійський кваліфікаційний турнір з боротьби 2024 (Стамбул)    | Киргизстан | греко-римська боротьба, до 97 кг | Бронза |
| Кубок Владислава Пітласинські 2024                               | Киргизстан | греко-римська боротьба, до 97 кг | Бронза |

### Виступи на змаганнях молодших вікових груп
| Змагання                                      | Збірна     | Вагова категорія                  | Місце  |
| --------------------------------------------- | ---------- | --------------------------------- | ------ |
| Чемпіонат Азії з боротьби серед юніорів 2014  | Киргизстан | греко-римська боротьба, до 96 кг  | Бронза |
| Чемпіонат Азії з боротьби серед юніорів 2015  | Киргизстан | греко-римська боротьба, до 96 кг  | Бронза |
| Чемпіонат Азії з боротьби серед юніорів 2016  | Киргизстан | греко-римська боротьба, до 120 кг | Золото |
| Чемпіонат світу з боротьби серед юніорів 2016 | Киргизстан | греко-римська боротьба, до 96 кг  | 7      |
| Чемпіонат світу з боротьби серед молоді 2018  | Киргизстан | греко-римська боротьба, до 97 кг  | 26     |
| Чемпіонат світу з боротьби серед молоді 2019  | Киргизстан | греко-римська боротьба, до 97 кг  | 8      |